# Dropgoal

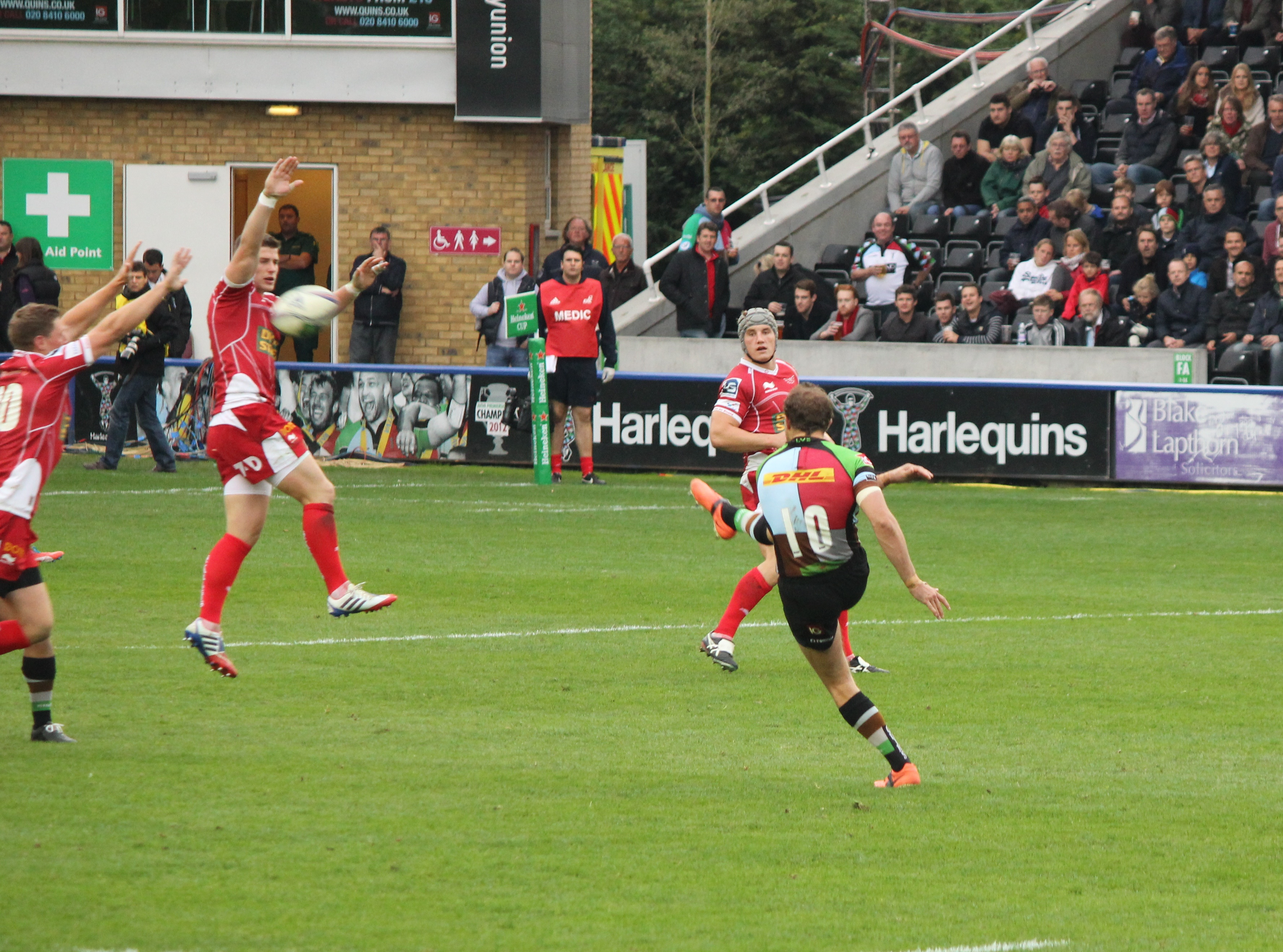
Nick Evans Dropgoal beim Heineken Cup 2013–14, beim Spiel Harlequins – Scarlets

Ein Dropgoal kann beim Rugby-Sport durch einen Dropkick erzielt werden: Ein Spieler tritt den Ball, der vorher den Boden berührt haben muss, aus dem laufenden Spiel heraus zwischen die Malstangen und über die Querstange.

## Geschichte
Bei Gründung der englischen Rugby Football Union (RFU) 1871 wurden, wie beim Fußball, nur die Goals gezählt, also die erfolgreichen Tritte durch die Malstangen. Erst wenn hier Gleichstand herrschte, gab die Anzahl der Versuche den Ausschlag. Ab 1875 konnte ein Goal durch drei Versuche ausgeglichen werden. 1887 wurde auf dieser Basis das erste Punktsystem eingeführt und vom International Rugby Board seit 1890 mehrfach modifiziert. Zwischen 1891 und 1941 zählte ein Dropgoal 4 Punkte, seither zählt es beim Rugby Union 3 Punkte. 1906 erfolgte die Abschaffung der Möglichkeit, mit einem liegenden Ball ein Field Goal zu erzielen.  Ein gültiges Goal ist seither nur durch einen Dropkick möglich. 1977 erfolgte auch die Abschaffung der Möglichkeit, mit einem Freitritt Punkte zu erzielen. 1992 erfolgte die Aufwertung des Versuchs auf 5 Punkte, so dass ein erhöhter Versuch (= 7) nicht mehr durch zwei Straftritte oder Dropgoals (= 6) ausgeglichen werden kann.
Beim Rugby League gibt es das Dropgoal ebenfalls, das hier jedoch nur einen Punkt wert ist. Die Möglichkeit, mit einem liegenden Ball ein Field Goal zu erzielen, wurde hier 1950 abgeschafft.
Der technisch relativ schwer auszuführende Dropkick führt dazu, dass das Dropgoal beim Rugby heute keine bedeutende Rolle mehr spielt. Lediglich in der Endphase eines Spiels ist das Dropgoal weiterhin eine strategisch wichtige Variante.